# Werba (Wolodymyr)
Werba (ukrainisch und russisch Верба; polnisch Werba) ist ein ukrainisches Dorf in der Oblast Wolyn. Es ist im Rajon Wolodymyr, etwa 9 Kilometer nordöstlich der Rajonshauptstadt Wolodymyr und etwa 71 Kilometer westlich der Oblasthauptstadt Luzk am Fluss Turija gelegen.

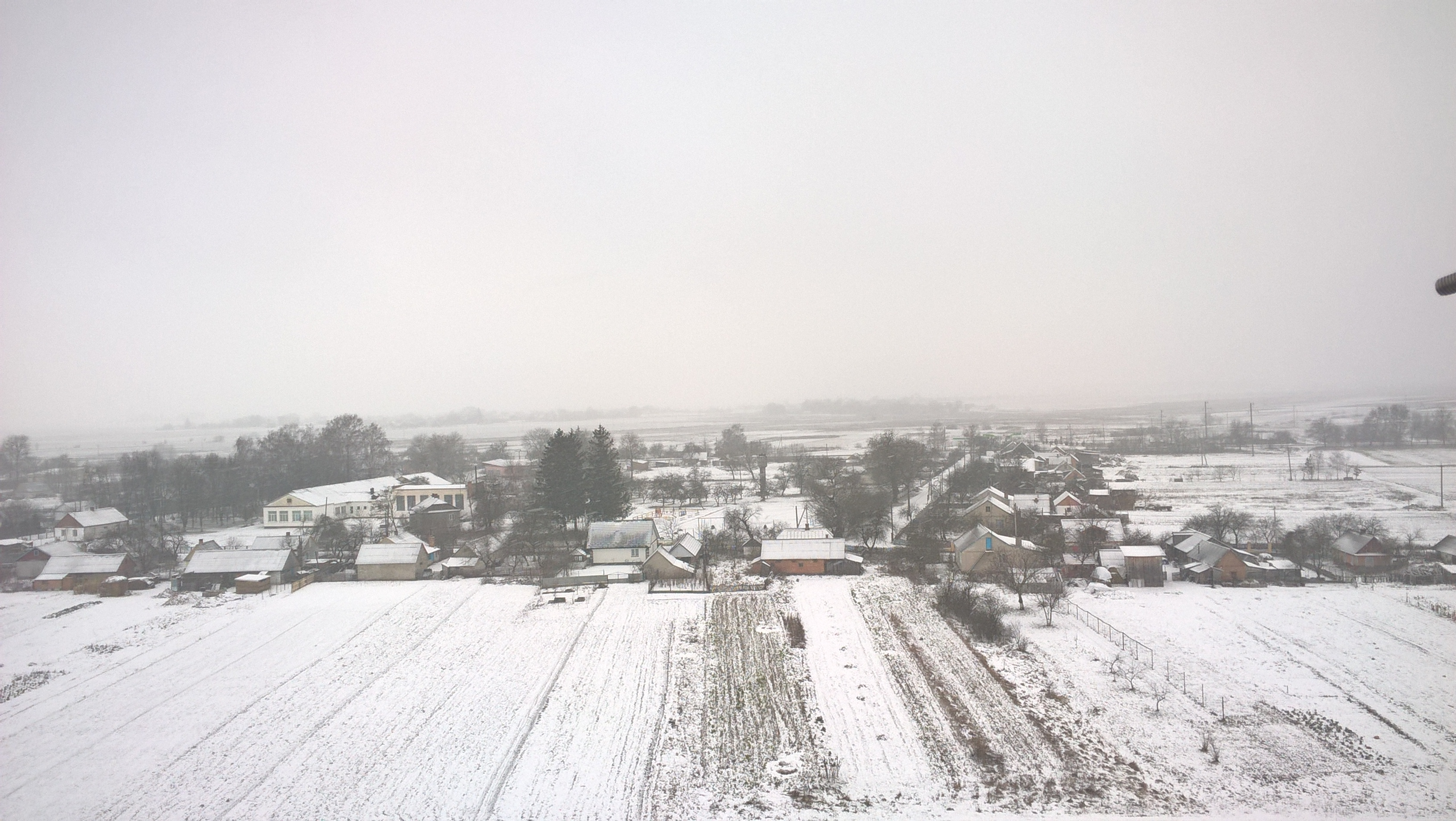
Blick auf den Ort

Am 23. Juni 2016 wurde das Dorf ein Teil der neugegründeten Landgemeinde Owadne (Оваднівська сільська громада/Owadniwska silska hromada), bis dahin bildete das Dorf zusammen mit den Dörfern Markeliwka, Suswal und Owadne die Landratsgemeinde Owadne.
Das Dorf wurde 1570 zum ersten Mal schriftlich erwähnt und gehörte bis zur 3. polnischen Teilung zur Adelsrepublik Polen (in der Woiwodschaft Wolhynien), kam dann zum Russischen Reich, wo es im Gouvernement Wolhynien lag und Werby genannt wurde. 1918/1921 fiel es an Polen und kam zur Woiwodschaft Wolhynien in den Powiat Włodzimierz, Gmina Werba. Infolge des Hitler-Stalin-Pakts besetzte die Sowjetunion das Gebiet und machte den Ort im Januar 1940 zum Hauptort des gleichnamigen Rajons Werba, dieser wurde aber 1946 nach Owadne verlegt und Werba blieb ein einfaches Dorf. Nach dem deutschen Überfall auf die Sowjetunion im Juni 1941 war der Ort bis 1944 unter deutscher Herrschaft (im Reichskommissariat Ukraine), kam nach dem Zweiten Weltkrieg wieder zur Sowjetunion, wurde in die Ukrainische SSR eingegliedert und gehört seit 1991 zur heutigen Ukraine.